# IDLE (Пајтон)
IDLE (Integrated DeveLopment Environment или Integrated Development and Learning Environment) је интегрисано развојно окружење за Пајтон, који је био у пакету са подразумеваном имплементацијом језика од 1.5.2b1. Направљен је као опциони део Пајтонвог пакета са много дистрибуција Линукса. Написан је комплетно у Пајтону и Tkinter GUI комплету алата.
IDLE је требало да буде једноставно ИРО и погодано за почетнике, нарочито у образовном окружењу. У том смислу, он је унакрсно-платформни  и избегава гужву међу карактеристикама.
Закључујући на основу README, главне карактеристике су му:
- Више-прозорски текст уређивач са истицањем синтаксе, аутокомплетирањем, паметним урезом и осталим;
- Пајтон љуска са истицањем синтаксе;
- Интегрисани дебагер са програмском анимацијом, константнтним тачкама прекида, and call stack visibility.

IDLE је критикован за различите проблеме при коришћењу, укључујући пад фокуса, недостатак функције копирања у оставу, недостатак опција за нумерисање линија, и уопште за дизајн интерфејса; назван је ИРО "једнократну употребу" за, јер корисници често прелазе на напредније ИРО како стичу искуство.
Аутор Гвидо ван Росум каже да је IDLE је скраћеница за "Integrated DeveLopment Environment", а пошто је ван Росум делимично назвао језик у част британској комичарској групи Монти Пајтон, име IDLE је вероватно изабрано у част Ерику Ајдлу, једног од Монти Пајтонових оснивача.